# Sportowe ratownictwo wodne na Światowych Wojskowych Igrzyskach Sportowych 2019 – holowanie ratownika w płetwach na 100 m mężczyzn
Holowanie ratownika w płetwach na 100 m mężczyzn – jedna z konkurencji sportowego ratownictwa wodnego rozgrywanych podczas Światowych Wojskowych Igrzysk Sportowych 2019 w chińskim Wuhan. 
Eliminacje i finał rozegrane zostały w dniu 22 października 2019 roku na pływalni Wuhan Five Rings Sports Center Natatorium. Złoty medal zdobył Rosjanin Paweł Kabanow, ustanawiając w finale nowy rekord Igrzysk wojskowych z czasem 49,17 s, a srebrny medal - Niemiec Jan Malkowski. Brązowe medale zostały wręczone; Niemcowi Fabianowi Thorwesenowi oraz Brazylijczykowi Filipe Pereirze obaj uzyskali ten sam czas w finale - 51,25 s. 

## Rekordy
Przed finałem Światowych Wojskowych Igrzyskach Sportowych 2019 obowiązywały następujące rekordy:
| Rekord świata             | Jacopo Musso  | 49,02 | Wrocław | 22 lipca 2017        |
| Rekord Igrzysk wojskowych | Paweł Kabanow | 51,16 | Wuhan   | 22 października 2019 |

W trakcie zawodów ustanowiono nowy rekord Igrzysk wojskowych.
| Rekord Igrzysk wojskowych | Paweł Kabanow (RUS) | 51,16 (wyścig el. nr 1)  | 22.10.2019 |
| Rekord Igrzysk wojskowych | Paweł Kabanow (RUS) | 049,17 (wyścig finałowy) | 22.10.2019 |

## Terminarz
| Data                 | Godzina (UTC+8) | Wydarzenie             |
| -------------------- | --------------- | ---------------------- |
| 22 października 2019 | 10:00           | Wyścigi kwalifikacyjne |
| 22 października 2019 | 20:10           | Finał                  |

## Wyniki

### Kwalifikacje
Do zawodów zgłosiło się 23 zawodników.

#### Wyścig 1
| Poz. | Imię i nazwisko     | Narodowość | Tor | Reakcja | Wynik   | Uwagi | Kwal. |
| ---- | ------------------- | ---------- | --- | ------- | ------- | ----- | ----- |
| 1    | Paweł Kabanow       | Rosja      | 4   | 0,92    | 51,16   | CR    | Q     |
| 2    | Filipe Pereira      | Brazylia   | 1   | 0,83    | 52,25   |       | Q     |
| 3    | Niu Yujie           | Chiny      | 3   | 0,79    | 56,92   |       | Q     |
| 4    | Igor del Rio Aristi | Hiszpania  | 2   | 0,88    | 57,48   |       | R     |
| 5    | Diego Giuglar       | Włochy     | 5   | 0,73    | 57,78   |       |       |
| 6    | Linus Blomberg      | Szwecja    | 7   | 0,80    | 1:03,62 |       |       |
| 7    | Tobias Leif Tanzi   | Szwajcaria | 6   | 0,81    | 1:04.69 |       |       |

Źródło:

#### Wyścig 2
| Poz. | Imię i nazwisko               | Narodowość | Tor | Reakcja | Wynik   | Uwagi | Kwal. |
| ---- | ----------------------------- | ---------- | --- | ------- | ------- | ----- | ----- |
| 1    | Fabian Thorwesen              | Niemcy     | 4   | 0,70    | 53,76   |       | Q     |
| 2    | Gianni Landi                  | Włochy     | 5   | 0,78    | 52,25   |       | Q     |
| 3    | Barry Hazenoot                | Holandia   | 8   | 0,72    | 57,40   |       | R     |
| 4    | Gonzalez Marcos Lobelle       | Hiszpania  | 3   | 0,88    | 59,34   |       |       |
| 5    | Douglas Young                 | Kanada     | 7   | 0,82    | 1:00,87 |       |       |
| 6    | Mike Bravenboer               | Holandia   | 1   | 0,78    | 1:02,68 |       |       |
| 7 !  | Diego Anders Herrera Escallon | Kolumbia   | 2   | 9,99 !  | DSQ     |       |       |
| 8 !  | Pourei Shafiei Alavijeh       | Iran       | 6   | 9,99 !  | DSQ     |       |       |

Źródło:

#### Wyścig 3
| Poz. | Imię i nazwisko        | Narodowość | Tor | Reakcja | Wynik   | Uwagi | Kwal. |
| ---- | ---------------------- | ---------- | --- | ------- | ------- | ----- | ----- |
| 1    | Jan Malkowski          | Niemcy     | 4   | 0,81    | 54,21   |       | Q     |
| 2    | Cezary Kępa            | Polska     | 5   | 0,74    | 54,32   |       | Q     |
| 3    | Soheil Maleka Ashtiani | Iran       | 3   | 0,93    | 56,19   |       | Q     |
| 4    | Gonzalez Nico          | Szwajcaria | 6   | 0,78    | 58,95   |       |       |
| 5    | Glenn Garth Sindrey    | Kanada     | 7   | 1,00    | 1:01.30 |       |       |
| 6    | Su Weijun              | Chiny      | 2   | 0,92    | 1:01,53 |       |       |
| 7    | Rodrigo da Silva       | Brazylia   | 8   | 0,88    | 1:05.68 |       |       |
| 8    | Thomas Olsen           | Szwecja    | 1   | 0,86    | 1:08.26 |       |       |

Źródło:

### Finał
| Poz.   | Imię i nazwisko        | Narodowość | Tor | Reakcja | Wynik   | Uwagi |
| ------ | ---------------------- | ---------- | --- | ------- | ------- | ----- |
| złoto  | Paweł Kabanow          | Rosja      | 4   | 0,90    | 49,17   | CR    |
| srebro | Jan Malkowski          | Niemcy     | 6   | 0,80    | 49,95   |       |
| brąz   | Filipe Pereira         | Brazylia   | 5   | 0,82    | 51,25   |       |
| brąz   | Fabian Thorwesen       | Niemcy     | 3   | 0,62    | 51,25   |       |
| 5      | Gianni Landi           | Włochy     | 1   | 0,77    | 54,19   |       |
| 6      | Cezary Kępa            | Polska     | 2   | 0,74    | 56,36   |       |
| 7      | Soheil Maleka Ashtiani | Iran       | 7   | 1,02    | 59,33   |       |
| 8      | Niu Yujie              | Chiny      | 8   | 0,89    | 1:02,92 |       |

Źródło: